# War Dogs
War Dogs (anteriormente conocido como Arms and the Dudes) es una película biográfica estadounidense de cine bélico, comedia y drama dirigida por Todd Phillips y escrita por Phillips, Jason Smilovic y Stephen Chin, basado en un artículo de la revista Rolling Stone escrito por Guy Lawson. Posteriormente Lawson escribió un libro titulado Arms and the Dudes detallando la historia.
La película es protagonizada por Jonah Hill, Miles Teller, Ana de Armas, J. B. Blanc y Bradley Cooper, que también es coproductor. El rodaje comenzó el 2 de marzo de 2015 en Rumania. Fue estrenada en la Ciudad de Nueva York el 3 de agosto de 2016 y estrenada en el resto de Estados Unidos por Warner Bros. Pictures el 19 de agosto de 2016.

## Reparto
- Jonah Hill como Efraim Diveroli.[5]
- Miles Teller como David Packouz.[6]
- Ana de Armas como Iz.[7]
- J. B. Blanc como Bashkim.[8]
- Bradley Cooper como Henry Girard.[9]
- Barry Livingston como Army Bureaucrat.

## Producción
Inicialmente Jesse Eisenberg y Shia LaBeouf eran quienes protagonizarían la película; Sin embargo, ambos fueron reemplazados por Jonah Hill y Miles Teller. Además se anunció el reparto a principios de 2014, con Ana de Armas uniéndose al mismo en febrero, y J. B. Blanc uniéndose en marzo.